# 貝瑞塔AL391半自動霰彈槍
貝瑞塔AL391（英語：Beretta AL391）是一款由意大利在加爾多的皮埃特罗·貝瑞塔武器制造厂股份公司（義大利語：Fabbrica d'Armi Pietro Beretta S.p.A.）所設計，生產，銷售，分發的散彈槍。AL391是最經常用於狩獵鳥類、飛碟型運動、陷阱和雙向飛碟射擊的活動。AL391有幾種不同的型號，亦且有不同的變化。發射12鉛徑和20鉛徑霰彈。

## 概述
貝瑞塔AL391在外表細節方面類似於它的前身，貝瑞塔AL390，但AL391的前端變得更輕和可使用不同形狀的槍托。它使用铝製機匣，從而降低全槍的重量。其內置的管式彈倉可以裝填3發，而全槍的總彈數為4發，亦可使用彈倉栓以減少全槍總彈數。AL391亦裝有彈倉切斷裝置，當這裝置被啟動，就會阻止彈倉裝載了下一發的霰彈藥筒，而且排彈殼口被打開。這使得使用者能夠在無需首先用盡整個彈倉的霰彈藥筒或拉動槍機以後要讓下一發的霰彈藥筒都要掉下來這兩個情況下裝載一發特殊的霰彈藥筒。
AL391具有自動補償高壓火藥燃氣驅動的反沖系統。和其他的一些反沖系統相比，這種設計因為簡單而可以減少所需的零件。然而，其設計的好處是能夠因應不同的霰彈而自動調整為不同程度的反沖。它的設計目的是在同時使用不同種類的霰彈以下仍然能夠可靠地操作，同時亦盡量減少射手感受到的後座力。

## 衍生型
- AL391 Urika—標準模型，有多種特色和涂料顏色。
- AL391 Teknys—Urika的一種更高級的版本，涂料質素提升和外表雕刻更好。
- AL391 Xtrema—專為狩獵水禽的型號，加長膛室的Xtrema可以發射更長的31⁄2英吋超級（英语：Super magnum）馬格南霰彈藥筒，只提供12鉛徑版本。

## 使用國
- 利比亞
  - 國民解放軍[1]

## 外部連結
- （英文）—Beretta semi-automatic field guns
- （英文）—Beretta USA Product Catalog
- （英文）—Beretta AL391 Urika / Teknys Instruction Manual （页面存档备份，存于）
- （英文）—Beretta AL391 Urika 2 ratings, prices and reviews （页面存档备份，存于）